# Говорушка просвечивающая
Говорушка просвечивающая, или Говорушка диатрета, или Говорушка чашевидная (лат. Clitocybe diatreta) — несъедобный гриб семейства Рядовковые, вид рода Говорушка (Clitocybe).
Синонимы:
- Clitocybe marginella Harmaja
- Lepista diatreta (Fr.) Harmaja
- Lepista marginella (Harmaja) Harmaja

## Описание

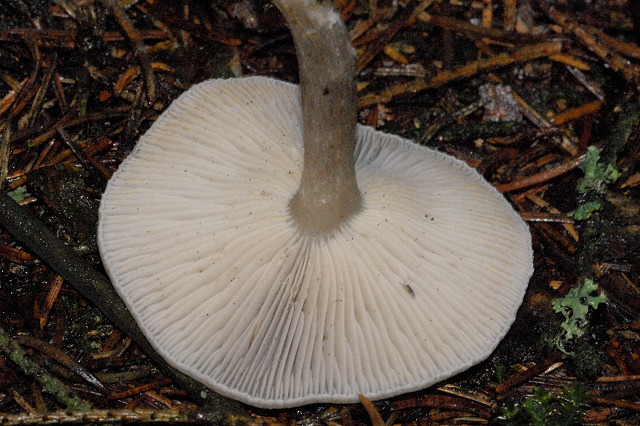
Нижняя часть шляпки

Шляпка 3-4 см, выпуклая, затем вогнуто-распростёртая, в центре вдавленная, с завёрнутым вниз тонким просвечивающе-полосатым, почти белым краем, гладкая, орехово или охристо-красноватая, тонкомясистая, при высыхании палевая. Поверхность шляпки гладкая, блестящая, без налёта, гигрофанная, сухая или слегка липкая, во влажном состоянии немного слизистая (скользкая). Цвет шляпки телесный (бежевый) или розовато-бежевый (во влажном состоянии розоватый оттенок усиливается), в центре немного темнее. Шляпки молодых грибов более тёмные. С возрастом окраска может светлеть до бледно-телесной или даже почти белой.
Мякоть тонкая, палево-беловатая, с мягким вкусом и неопределённым запахом, несколько светлее шляпки. Пластинки приросшие зубцом, частые, узкие, кремово-беловатые. Пластинки не разветвляющиеся (не вильчатые), не интервенозные (не соединённые друг с другом венообразными рёбрами), разной длины: примерно 40 наиболее широких пластинок прикреплены к ножке, их ширина 3-4 (реже до 6 мм), что в 4-5 раз шире толщины мякоти шляпки над ними.
Ножка 2,5—3,5×0,4—0,6 см, красновато-коричневая, цилиндрическая, к основанию нередко суженная, с белыми волокнами, светлее шляпки. Поверхность сухая, матовая, голая, в основании войлочно-опушённая и часто с немногочисленными тонкими ризоидами. Окраска вначале беловатая, светло-бежевая или палевая с отчётливым телесным оттенком во влажном состоянии, с возрастом темнеет, но всегда остаётся чуть светлее, чем окраска влажной шляпки.
Споры узкоэллипсоидальные, бесцветные, пунктированные, 3—5×2—2,5 мкм, споровый порошок кремовый. Внутри споры могут быть как гомогенные, так и с нерегулярно расположенными липидными каплями.

## Экология и распространение
Растёт в сосновых, реже берёзовых лесах с мая по сентябрь. Растёт чаще группами, рядами или дугами, гораздо реже поодиночке. Предпочитает неплодородные, песчаные почвы.
Ареал — европейская часть бывшего СССР, Кавказ, Западная Сибирь, Дальний Восток, Западная Европа, Северная Африка.

## Съедобность
Считается ядовитым грибом, согласно некоторым источникам просто несъедобен. Содержит мускарин или мускариноподобные вещества.

## Химический состав
В культуре гриба, выращенного на искусственной среде, обнаружен антибиотик диатретин (относится к группе полииновых антибиотиков) — полиацетиленовый нитрил, обладающий противоопухолевой активностью, а также эффективный против патогенных грибов, туберкулёзной палочки и других болезнетворных бактерий.